# Susanne Ihsen
Susanne Ihsen (* 30. Mai 1964 in Bielefeld; † 20. August 2018 in München) war eine deutsche Professorin für Gender Studies in den Ingenieurwissenschaften an der Technischen Universität München.

## Leben
Nach der Grundschule in Enger besuchte sie das Widukind-Gymnasium Enger bis zur mittleren Reife. Von August 1982 bis Ende 1985 absolvierte sie an der Kollegschule der von Bodelschwinghschen Anstalten Bethel in Bielefeld eine Erzieherinnenausbildung, legte die Fachhochschulreife ab, und studierte von 1986 bis 1994 Soziologie, Politikwissenschaft und Internationale Technische und Wirtschaftliche Zusammenarbeit (ITWZ) an der Universität Duisburg und der RWTH Aachen zur Magistra Artium. Ihre Magisterarbeit trägt den Titel  Studentinnen an einer Technischen Hochschule. Zur Studiensituation von Maschinenbau – Studentinnen an der RWTH Aachen. Im Mai 1999 promovierte sie mit der Dissertation Zur Entwicklung einer neuen Qualitätskultur in ingenieurwissenschaftlichen Studiengängen. Ein prozessbegleitendes Interventionskonzept bei dem Kybernetiker und Informationswissenschaftler Klaus Henning.
Im Anschluss war sie ab August 1994 als Wissenschaftliche Mitarbeiterin tätig am Hochschuldidaktischen Zentrum (HDZ) und Lehrstuhl Informatik im Maschinenbau der RWTH Aachen, ab Februar 1999 bei der VDI-Hauptgruppe „Der Ingenieur in Beruf und Gesellschaft“, bevor sie im Mai 2001 Leiterin der Abteilung „Beruf und Karriere“ im Verein Deutscher Ingenieure (VDI) wurde. Im Dezember 2004 wurde sie zur Professorin für Gender Studies in Ingenieurwissenschaften an die TU München zunächst auf Zeit berufen. 2010 wurde die Professur verstetigt. Zum Zeitpunkt ihrer Einstellung an der TU München war sie die erste Professorin für  Gender Studies in den Ingenieurwissenschaften in Deutschland. Daneben hatte sie ab April 2004 einen Lehrauftrag im Fachbereich Produktionstechnik der FH Köln und lehrte als Gastprofessorin im Wintersemester 2009/10 im Themengebiet „Geschlechterforschung“ an der TU Kaiserslautern (Fachbereich Elektrotechnik und Informationstechnik) und im Wintersemester 2011/12 an der FH Koblenz (Fachbereich Bau).
Ihsens Forschungsschwerpunkte lagen in Gender Studies/Geschlechterforschung, insbesondere für die Ingenieur- und Naturwissenschaften. Ihr theoretischer Ansatz lehnte sich an die Systemtheorie der Ingenieurwissenschaften, insbesondere zu Regelkreisen, an.
Neben ihrer Lehrtätigkeit war Ihsen von 1997 bis 1998 Vorstandsmitglied in der Bundesarbeitsgemeinschaft Hochschuldidaktik (AHD), außerdem stellvertretender Vorstand des Kompetenzzentrums Technik-Diversity-Chancengleichheit, Leiterin der Arbeitsgruppe Gender and Diversity der Europäischen Gesellschaft für Ingenieur-Ausbildung (Société Européenne pour la formation des Ingénieurs (SEFI)) und ab 1998 Mitglied im Editorial Board des zweimonatlich erscheinenden European Journal of Engineering Education.
2015 wurde sie für ihren Beitrag zum Verständnis der Rolle von Frauen in den Technikwissenschaften mit der Bayerischen Verfassungsmedaille in Silber ausgezeichnet.

## Publikationen (Auswahl)
- Gender meets Technik – Technik meets Gender. Über gegenseitiges Stören und Anregen. In: Corinna Bath, Göde Both, Petra Lucht, Bärbel Mauss, Kerstin Palm (Hg.): rebooting. Handbuch Gender-Lehre in den Ingenieurwissenschaften. Geschlechter Interferenzen, Band 4. LIT-Verlag, Münster, 2017, S. 237–258
- Susanna Ihsen, Ester Ava Höhle, Dominik Baldin: Spurensuche!: Entscheidungskriterien für Natur- bzw. Ingenieurwissenschaften und mögliche Ursachen für frühe Studienabbrüche von Frauen und Männern an TU9-Universitäten. Technische Universität München: TUM Gender- und Diversity-Studies, Bd. 1, 2013, ISBN 978-3-643-11987-2
- Technikkultur im Wandel: Ergebnisse der Geschlechterforschung in Technischen Universitäten. Bayerisches Institut für Hochschulforschung. In: Beiträge zur Hochschulforschung. 1, 2010, S. 80–97.
- S. Ihsen, X. Du: Diversity concepts and experiences in Engineering Education. In: European Journal of Engineering Education. 34 (Special Issue on Diversity concepts and experiences in Engineering Education). 2009.
- Ingenieurinnen. In: R. Becker, B. Kortendieck: Handbuch Frauen- und Geschlechterforschung. Theorie, Methoden, Empirie. Wiesbaden 2008, ISBN 978-3-531-16154-9, S. 799–805.
- Zur Entwicklung einer neuen Qualitätskultur in ingenieurwissenschaftlichen Studiengängen. Dissertation Aachen 1999.